# Mess (groupe)
Pour les articles homonymes, voir Mess.
Mess est un duo autrichien composé d'Elisabeth Engstler (de) et Michael Scheickl (de) (alias Fritz).

## Histoire
Le duo se forme en 1982 à l'occasion de la sélection autrichienne pour le Concours Eurovision de la chanson de la même année, tout en y participant aussi chacun en solo. La chanson Sonntag, composée par Scheickl sous le nom de Michael Mell et écrite par Rudolf Leve, gagne très largement (le second a moitié moins de votes). Au concours en Allemagne, le duo finit neuvième, avec 57 points, sur dix-huit participants.
Sonntag atteint la première place des ventes de singles en Autriche et est diffusé dans d'autres pays.
Le duo publie dans la foulée quelques titres et un album qui n'ont aucun succès.
Elisabeth Engstler et Michael Scheickl formèrent un couple marié.

## Discographie
Singles
- Sonntag / Honey Bee (version anglaise de Sonntag)
- Do-Re-Mi-Fa-So oder so / Träumen von Olivenbäumen
- Cabrio / Ich will ein Eis

Album
- Mess